# Grã-Bretanha nos Jogos Olímpicos de Inverno de 1976
A Grã-Bretanha mandou 42 competidores que disputaram sete modalidades nos Jogos Olímpicos de Inverno de 1976, em Innsbruck, na Áustria. A delegação conquistou 1 medalha no total, sendo uma de ouro.